# Hypersexualita
Hypersexualita (nebo též například  sexuálně kompulzivní chování) je zvýšená sexuální aktivita na základě zvýšeného sexuálního pudu, která se projevuje závislostí na sexu. Z lékařského hlediska se jedná o poruchu a podle mezinárodní klasifikace je označována kódem F52.7. WHO ji považuje jako mentální poruchu. Na rozdíl od jiných závislostí se však hypersexualita nedá vysvětlit biologicky. Jedná se o psychický problém. Člověk postižený hypersexualitou nevyhledává sexuální styk kvůli tomu, že by si to žádalo jeho tělo, ale proto, že si to vyžaduje jeho mysl.
Člověk trpící hypersexualitou je permanentně frustrován. Snaží se dosáhnout uspokojení, ale není to možné, i když dosahuje orgasmů. Kvůli tomu často hledá nové partnery. K sexu využívá každou příležitost a přistupuje i na sexuální styk s neznámými lidmi. Při absenci sexu se projevují abstinenční příznaky. Ty lze vypozorovat specifickým chováním, které se může projevovat zvýšenou nervozitou, nevyrovnaností, střídáním krátkodobých vztahů či provozováním rizikové sexuální aktivity.
Termín hypersexualita zastřešuje známé termíny nymfomanii a satyriázu.
Nymfomanie se považuje za psychologickou poruchu charakterizovanou vysokým libidem a posedlostí po sexu u žen. U mužů byla tato posedlost pojmenována jako satyriáza. Názvy těchto poruch vycházejí z etymologie slov nymfa a satyr.
Sexuální chuť (libido) se mezi jednotlivými lidmi velmi liší. To, co jeden člověk považuje za normální, může jiný považovat za libido nízké či vysoké. Shoda však mezi těmi, kteří hypersexualitu považují za poruchu, existuje. Shodují se, že mezí hypersexuality je to, když člověk svým chováním způsobuje sobě potíže anebo poškozuje své sociální fungování.

## Léčba
Pozitivní je, že lékaři dokážou hypersexualitu relativně dobře stabilizovat. Většinou postačuje psychoterapie. Občas se stává, že sexem posedlý člověk má i vyšší hladinu pohlavních hormonů. V takovém případě je nasazena hormonální léčba a až později se může přidat psychoterapie. V případě neúčinnosti výše zmíněných postupů lze sexuální touhu utlumit přípravky na bázi antiandrogenů. Tato možnost je však krajní, jelikož léky kromě celkové sexuality ovlivňují i plodnost.